# بوسم شکر
بوسم شکر (انگلیسی: Busem Şeker؛ زادهٔ ۱۹ ژوئیهٔ ۱۹۹۸) بازیکن فوتبال اهل آلمان است.
وی همچنین در تیم ملی فوتبال زنان ترکیه بازی کرده‌است.